# Аруначал-Прадеш
Аруначал-Прадеш (англ. Arunachal Pradesh, гінді अरुणाचल प्रदेश) — штат на крайньому північному сході Індії, в Східних Гімалаях, на кордоні з Бутаном, Китаєм і М'янмою.
На півдні межує з індійськими штатами Ассам і Нагаленд.
Столиця і найбільше місто штату — Ітанагар (англ. Itanagar).
Аруначал-Прадеш — індійська назва регіону, мовою санскрит вона означає «Земля залитих світлом гір».
Регіон є предметом територіальних суперечок між Індією та Китаєм.
В'їзд іноземців до цього регіону суворо регламентований.

## Географія
Більшу частину штату займають Гімалаї. Ці найвищі гори світу відділяють штат від Тибету. Найвищою вершиною в межах штату є гора Кангто (7060 м над рівнем моря). На кордонах з М'янмою та Нагалендом розташовані гори Паткай, вони значно нижчі. П'ять головних річкових долин розрізають гірські масиви. Річки Каменг, Субансірі, Сіанг і Дібанг живляться снігами Гімалаїв і несуть свої води з півночі на південь до Брахмапутри. Річка Сіанг, яка в Тибеті зветься Цангпо, витікаючи на долини Ассаму, власне й стає Брахмапутрою. Річка Логіт впадає в Брахмапутру зі сходу, маючи верхів'я в горах Паткай.
Клімат Аруначал-Прадешу варіюється залежно від висоти. Області, розташовані біля кордону з Тибетом на дуже великій висоті, мають альпійський або тундровий клімат. Нижче кліматичні умови стають помірними, а в низинних районах зазвичай відчувається вологий, субтропічний клімат з жарким літом і м'якою зимою. Аруначал-Прадеш отримує рясні опади від 2000 до 4100 мм на рік, більшість з них випадає в період з травня по вересень.
Більшість території штату вкрита лісами з великим різноманіттям рослинного і тваринного світу.

## Історія
Рання історія Аруначал-Прадешу лишається маловідомою через ізольованість від світових подій.
1912 року сюди була спрямована британська військова експедиція. Були укладені угоди з вождями місцевих племен, які ставили регіон під управління Великої Британії. Сталося це після зміни політичної ситуації в регіоні: в Китаї перемогла Синьхайська революція 1911—1912 років, маньчжурська імперія Цин впала, а Тибет став незалежною країною. У 1913—1914 у місті Шимла на північному заході Індії проходила зустріч представників Китаю, Тибету та Великої Британії, яка мала визначити внутрішні і зовнішні кордони Тибету. Угодою, підписаною між Великою Британією та Тибетом у 1914 році, встановлювалась так звана лінія Макмагона, яка визначала кордон між Тибетом та Британською Індією. За цією угодою територію так званого Південного Тибету уряд Тибету передавав Великій Британії. Таким чином сформувалася в головних рисах майбутня територія штату Аруначал-Прадеш. 1914 року вона отримала назву Північно-Східна Прикордонна Смуга (англ. North-East Frontier Tracts, NEFT). Китайська делегація відмовилась підписувати Шимланську угоду, але, оскільки Китай втратив контроль над Тибетом, проблеми на той час не існувало.
Після отримання Індією незалежності в 1947 році NEFT стала частиною індійського штату Ассам. Того ж таки 1947 року Тибет змінив свою позицію стосовно кордонів і встановив свій фактичний контроль над районом Таванг, сповістивши про це уряд нової незалежної Індії. Після приєднання Тибету до Китаю в 1950 році індійські війська встановили контроль над Тавангом і вигнали звідти залишки тибетської адміністрації. У 1954 році NEFT була перейменована на Північно-Східну Прикордонну Агенцію (англ. North-East Frontier Agency, NEFA).
Факт непідписання Китаєм Шимланської угоди 1914 року став підставою для висунення цією країною територіальних претензій до Індії на сході Кашміру та в Південному Тибеті. В ході короткої китайсько-індійської війни 1962 року китайські війська швидко окупували територію Північно-Східної Прикордонної Агенції та майже відразу оголосили про одностороннє припинення вогню. Китайці відвели свої війська за лінію Макмагона, однак не відмовились від своїх територіальних претензій, зокрема на Таванг. Через побоювання з приводу китайських намірів в цьому регіоні індійська армія має значну присутність уздовж тибетського кордону.
1972 року Північно-Східна Прикордонна Агенція була виведена зі складу штату Ассам і перетворена на союзну територію Аруначал-Прадеш. 20 лютого 1987 року вона була реорганізована в новий штат.

## Адміністративний поділ

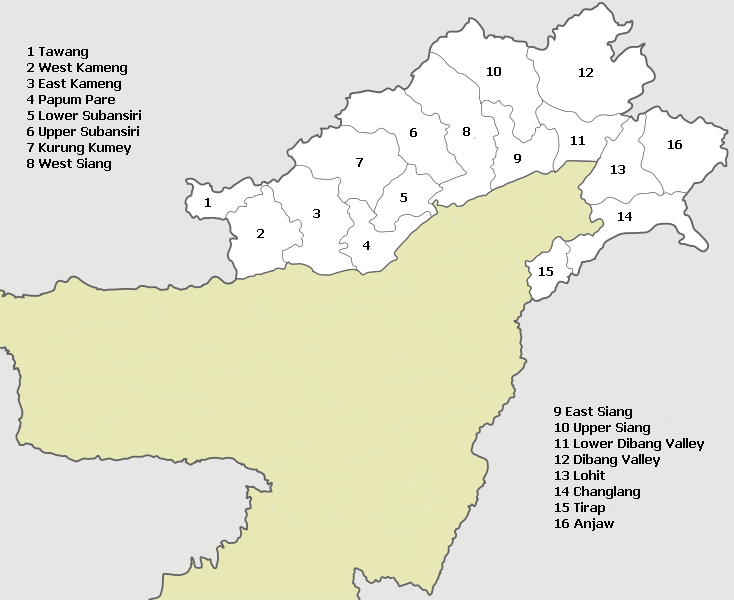
Округи штату Аруначал-Прадеш

Станом на 2011 рік штат Аруначал-Прадеш поділявся на 16 округів (англ. Districts), ті свою чергу поділяються на 188 підокругів-районів (англ. Circles)
| Округ                                           | Площа (км²) | Населення (2011, перепис) | Щільність (осіб/км²) | Адміністративний центр      | Кількість районів |
| ----------------------------------------------- | ----------- | ------------------------- | -------------------- | --------------------------- | ----------------- |
| Таванг (англ. Tawang)                           | 2 172       | 49 950                    | 23                   | Таванг (англ. Tawang)       | 10                |
| Західний Каменг (англ. West Kameng)             | 7 422       | 87 013                    | 12                   | Бомділа (англ. Bomdila)     | 13                |
| Східний Каменг (англ. East Kameng)              | 4 134       | 78 413                    | 19                   | Сеппа (англ. Seppa)         | 13                |
| Папум-Паре (англ. Papum Pare)                   | 3 462       | 176 385                   | 51                   | Юпія (англ. Yupia)          | 15                |
| Верхній Субансірі (англ. Upper Subansiri)       | 7 032       | 83 205                    | 12                   | Дапориджо (англ. Daporijo)  | 15                |
| Західний Сіанг (англ. West Siang)               | 8 325       | 112 272                   | 13                   | Алонг (англ. Along)         | 21                |
| Східний Сіанг (англ. East Siang)                | 3 603       | 99 019                    | 27                   | Пасігат (англ. Pasighat)    | 15                |
| Верхній Сіанг (англ. Upper Siang)               | 6 590       | 35 289                    | 5                    | Їнкіонг (англ. Yingkiong)   | 11                |
| Чангланг (англ. Changlang)                      | 4 662       | 147 951                   | 32                   | Чангланг (англ. Changlang)  | 15                |
| Тірап (англ. Tirap)                             | 2 362       | 111 997                   | 47                   | Хонса (англ. Khonsa)        | 11                |
| Нижній Субансірі (англ. Lower Subansiri)        | 3 508       | 82 839                    | 24                   | Зіро (англ. Ziro)           | 8                 |
| Курунг-Кумей (англ. Kurung Kumey)               | 6 040       | 89 717                    | 15                   | Колоріанг (англ. Koloriang) | 14                |
| Долина Дібанг (англ. Dibang Valley)             | 9 129       | 7 948                     | 1                    | Аніні (англ. Anini)         | 5                 |
| Нижня Долина Дібанг (англ. Lower Dibang Valley) | 3 900       | 53 986                    | 14                   | Роїнг (англ. Roing)         | 6                 |
| Лохіт (англ. Lohit)                             | 5 212       | 145 538                   | 28                   | Тезу (англ. Tezu)           | 8                 |
| Анджав (англ. Anjaw)                            | 6 190       | 21 089                    | 3                    | Гавай (англ. Hawai)         | 8                 |

Столиця штату Ітанагар розташована в окрузі Папум-Паре.
Пізніше було утворено ще декілька округів: Лондінг (англ. Longding, 2012 року виділений зі складу округу Тірап), Намсай (англ. Namsai, 2014 року виділений з округу Логіт), Кра-Дааді (англ. Kra Daadi, 2015 року виділений з округу Курунг-Кумей).

## Населення

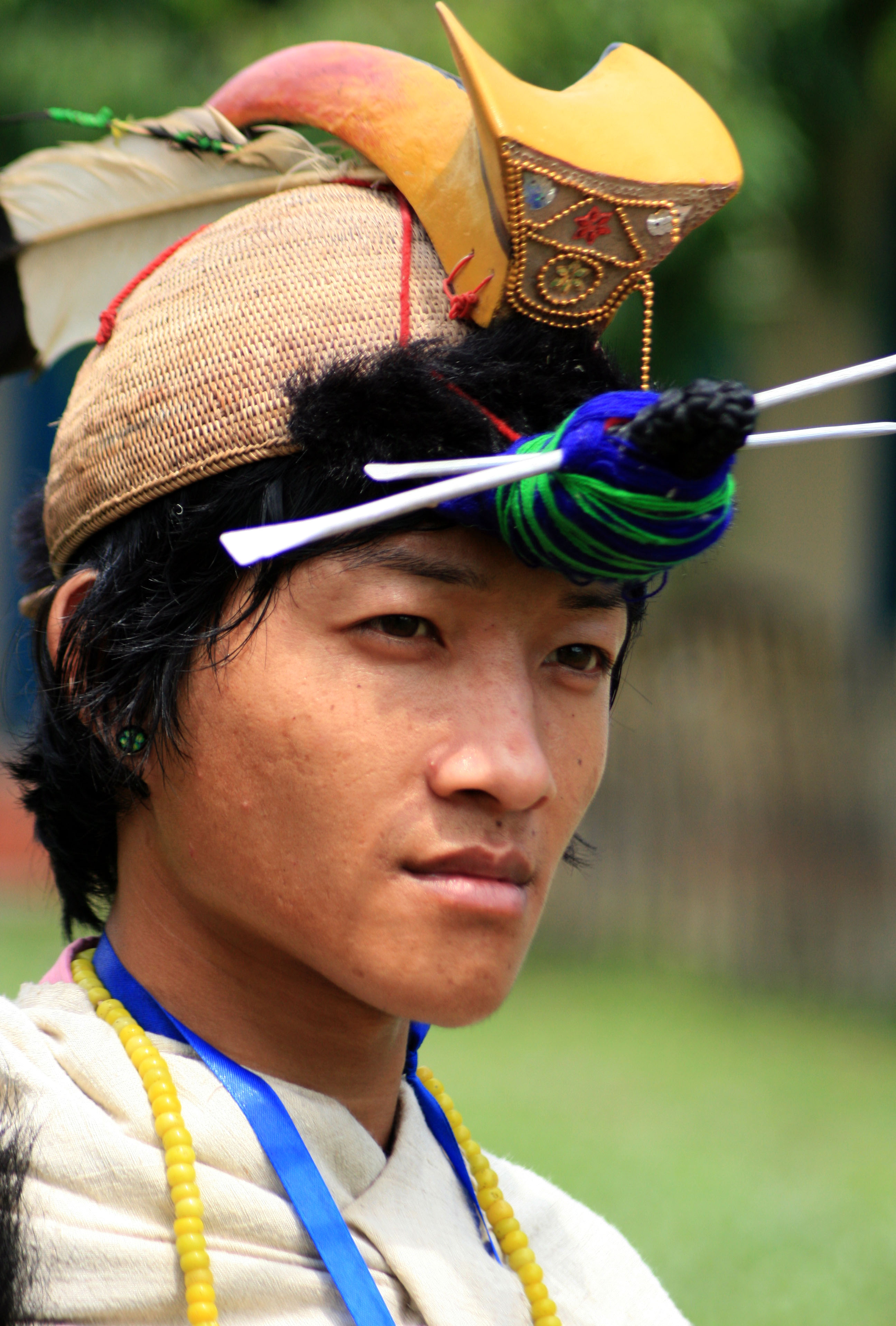
Представник народу ніши в національному вбранні

Аруначал-Прадеш не є національним або, за індійською термінологією, лінгвістичним штатом. Його населення являє собою барвистий конгломерат різноманітних племен і народів. Всі вони мають свою власну унікальну культуру і традиції. Живуть переважно за нормами звичаєвого права, яке діє на рівні кожного окремого племені або сільської громади.
Аруначал-Прадеш має найбільшу кількість регіональних мов на Індійському субконтиненті, збагачених різноманітною культурою і традиціями. Більшість населення штату належить до числа тибето-бірманських народів. Останнім часом до штату прибуває велика кількість мігрантів з різних куточків Індії та інших країн.
Чисельність носіїв найбільших місцевих мов, за даними перепису населення Індії 2001 року, була такою: ніши (англ. Nissi, Nyishi, застаріле дафла, англ. Dafla) — 208 337 осіб, аді (англ. Adi) — 193 379 осіб, монпа (англ. Monpa) — 55 428 осіб, ванчо (англ. Wancho) — 48 544 особи, тангса (англ. Tangsa) — 34 231 особа, мішмі (англ. Mishmi) — 33 522 особи, мірі (англ. Miri, інакше мішинг, англ. Mishing) — 33 381 особа, нокте (англ. Nocte) — 32 591 особа.
Кожен із цих народів має власні райони проживання. На заході, в округах Таванг і Західний Каменг живуть монпа. Найбільший народ штату ніши (дафла) розселений навколо міста Ітанагар, адміністративного центру штату, в округах Східний Каменг, Папум-Паре, Нижній Субансірі, Верхній Субансірі. Далі на схід, в межах округів Західний Сіанг, Східний Сіанг, Верхній Сіанг, Нижня Долина Дібанг, живуть аді. Східні округи Долина Дібанг, Нижня Долина Дібанг, Логіт і Анджав населяють народи групи мішмі (іду, дігару, міджи). В суміжних з Ассамом районах округів Східний Сіанг, Нижня Долина Дібанг і Логіт живуть мірі (мішинг). Південно-східні округи Аруначал-Прадешу займають народи групи нага: тангса в окрузі Чанланг, нокте і ванчо в окрузі Тірап.
Крім цих основних, на території штату проживає ще велика кількість дрібних племен і народів.
Іншу частину населення Аруначал-Прадешу становлять переселенці з інших регіонів Індії. Найбільшими лінгвістичними групами серед них є: бенгальці — 97 149 осіб, непальці — 94 919 осіб, гіндустанці — 81 186 осіб, асамці — 51 551 особа (чисельність за даними перепису 2001 року).
Зважаючи на етнічні особливості населення регіону, офіційною мовою штату є англійська.
За переписом населення 2011 року релігійний склад населення штату був таким: 30,26 % становили християни, 29,04 % індуїсти, 11,77 % буддисти, 1,95 % мусульмани, 26,20 % були кваліфіковані як представники інших релігій та переконань (це переважно прибічники місцевої анімістичної релігії доньї-поло).
Доля християн є найбільшою в округах Тірап (74,45 %), Курунг-Кумей (55,59 %), Папум-Паре (47,80 %), Східний Каменг (47,19 %) і Нижній Субансірі (41,43 %), помітною вона є також у Західний Сіанг (26,69 %), Чанланг (24,27 %). Індуїстів найбільше в округах Логіт (67,95 %), Анджав (61,83 %), Нижня Долина Дібанг (53,47 %), а також Долина Дібанг (39,24 %), Західний Каменг (37,24 %), Папум-Паре (32,30 %), Чанланг (32,17 %), Східний Сіанг (28,07 %), Таванг (23,69 %). Відсоток прибічників доньї-поло найбільшим є в округах Верхній Субансірі (71,24 %), Верхній Сіанг (59,36 %), Західний Сіанг (53,45 %), Долина Дібанг (53,31 %), Східний Сіанг (49,78 %), Нижній Субансірі (44,66 %), Курунг-Кумей (37,10 %), Східний Каменг (35,41 %) і Анджав (28,99 %). Нарешті, буддистів найбільше в округах Таванг (69,87 %), Західний Каменг (42,99 %) і Чанланг (33,99 %).

## Господарство
В штаті розвинене виробництво каучуку, кави, спецій, фруктів, деревини. Із сільськогосподарських культур тут вирощують рис, кукурудзу, просо, пшеницю, бобові, цукрову тростину, імбир, олійні культури. Аруначал-Прадеш також ідеально підходить для садівництва.
Штат має великий потенціал для розвитку гідроенергетики.
Аруначал-Прадеш також має величезний туристичний потенціал, але головною перепоною для розвитку галузі є тривала процедура отримання внутрішньої візи для відвідання штату.
Значна частина місцевих племен, як і раніше, продовжує вести традиційне натуральне господарство.